# Carlien Dirkse van den Heuvel
Carlien Dirkse van den Heuvel (ur. 16 kwietnia 1987) – holenderska hokeistka na trawie. Dwukrotna medalistka olimpijska.
W reprezentacji Holandii debiutowała w 2008. Brała udział w dwóch igrzyskach (IO 12, IO 16), za każdym razem zdobywała medale - w 2012 złoto, w 2016 srebro. Z kadrą brała udział m.in. w mistrzostwach świata w 2010 (srebro), 2014 (złoto) i 2018 (złoto) oraz kilku turniejach Champions Trophy i mistrzostwach Europy (złoto w 2009, 2011 i 2017; srebro w 2015, brąz w 2013). Łącznie w kadrze rozegrała 203 spotkania i zdobyła 28 goli.